# Орєшки (Старицький район)
Орєшки (рос. Орешки) — село в Старицькому районі Тверської області Російської Федерації.
Населення становить 174 особи. Входить до складу муніципального утворення сільське поселення Луковниково.

## Історія
Від 2005 року входить до складу муніципального утворення сільське поселення Луковниково. Раніше населений пункт належав до Орешкинського сільського округу.

## Населення
| 1859 | 1886 | 1919 | 1997 | 2002 | 2010 |
| ---- | ---- | ---- | ---- | ---- | ---- |
| 251  | ↗287 | ↗330 | ↘201 | ↘159 | ↗174 |